# Ящик Саладина

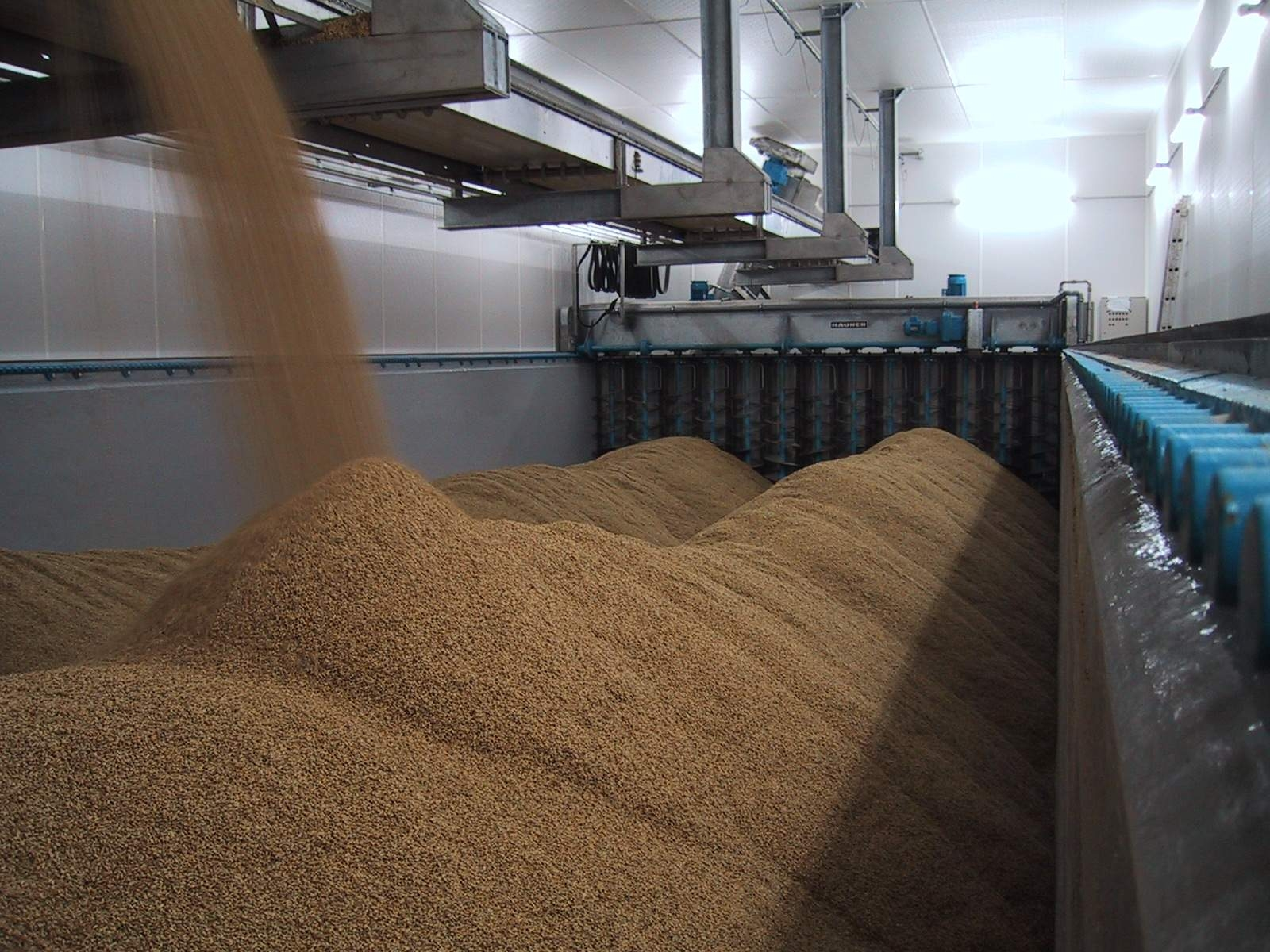
Наполнение ящика Саладина (Зангерхаузен)

Ящик Саладина — приспособление, используемое для соложения ячменя, позволяющее контролировать прорастание злаков.

## Описание
Один из первых примеров оборудования, позволяющего производить соложение злаков пневматическим способом. Ящик классической конструкции состоит из большого прямоугольного контейнера, длина которого может составлять более 50 метров, и набора вертикальных винтов, прикрепленных к перекладине. Поперечная планка перемещается горизонтально по длине контейнера, в то время как вращательное движение шнеков поднимает ячмень снизу вверх. В сочетании с потоком воздуха, циркулирующего через ячмень для его охлаждения, это позволяет работать со слоями ячменя глубиной от 60 до 80 см, винты проходят продольно через ящик два или три раза в день, чтобы добиться гомогенизации (температуры и влажности) зерна и избежать переплетения его корней при прорастании. Винты перемещаются и вращаются системой шкивов и ремней.
Ящик Саладина был изобретён французским инженером Шарлем Саладином (1878—1942) в конце 19 века, чтобы решить проблему перекрестного укоренения, при котором образовывалась масса скрученных зерен злаков, которые было трудно перемешать, что делало невозможным использование зерна. Раньше перемешивание зерна во время прорастания производилось вручную, как в традиционной технике соложения на земле (с менее глубокими слоями зёрен), а также в примитивных системах пневматического соложения, в которых уже использовались искусственные воздушные потоки для охлаждения ячменя и более глубокие ёмкости, как та, что была спроектирована Галландом.
Первой американской пивоварней, использовавшей ящики Саладина, была John A. Huck Brewery в Чикаго, штат Иллинойс.
Современные устройства для соложения используют шнековые системы, аналогичные изобретённой Саладином, но не с винтовыми шнековыми конвейерами, а с закрытыми шнеками, дно которых перфорируется для аэрации и охлаждения солодового слоя. Воздух, циркулирующий через зерно, может иметь разную концентрацию влаги или кислорода в зависимости от времени прорастания, чтобы зерно оставалось влажным и «дышало». Круглые резервуары также могут использоваться вместо прямоугольных ящиков.
В Шотландии есть только один завод по производству виски, который до сих пор использует ящики Саладина: Tamdhu. Этот завод использует два ящика для проращивания и наполнения тостера, а также два резервуара для замачивания зерна. Это был также один из первых шотландских ликероводочных заводов, установивших ящик Саладина.